# Bisschoppelijk kasteel van Siewierz
Het Bisschoppelijk kasteel van Siewierz (Pools: Zamek biskupi w Siewierzu) is een 15e-eeuws kasteel bij Siewierz. Het overgebleven bouwwerk is een beschermd architectonisch monument.

## Geschiedenis
Dit kasteel is rond de tweede helft van de 12e eeuw en de eerste helft van de 13e eeuw op een artificiële heuvel te midden van de moerassige overlopen van de Czerma gebouwd. Het oorspronkelijke houten kasteel is in 1443 door de kardinaal Zbigniew Oleśnicki voor 6000 zilveren groats gekocht, waarmee het hertogdom Siewierz onder het gezag van het bisdom Krakau kwam te staan. Het kasteel was daarna eeuwenlang de zetel van het prinsbisdom Siewierz.
Het kasteel is versterkt met een rondeel om zich te kunnen beschermen tegen de Ottomanen. Feliks Turski was de laatste prins-bisschop van Siewierz en verliet in 1800 het kasteel. Het complex bleef gedurende de 19e eeuw verlaten. De ruïne is in de tweede helft van de 20e eeuw meerdere malen gerestaureerd.

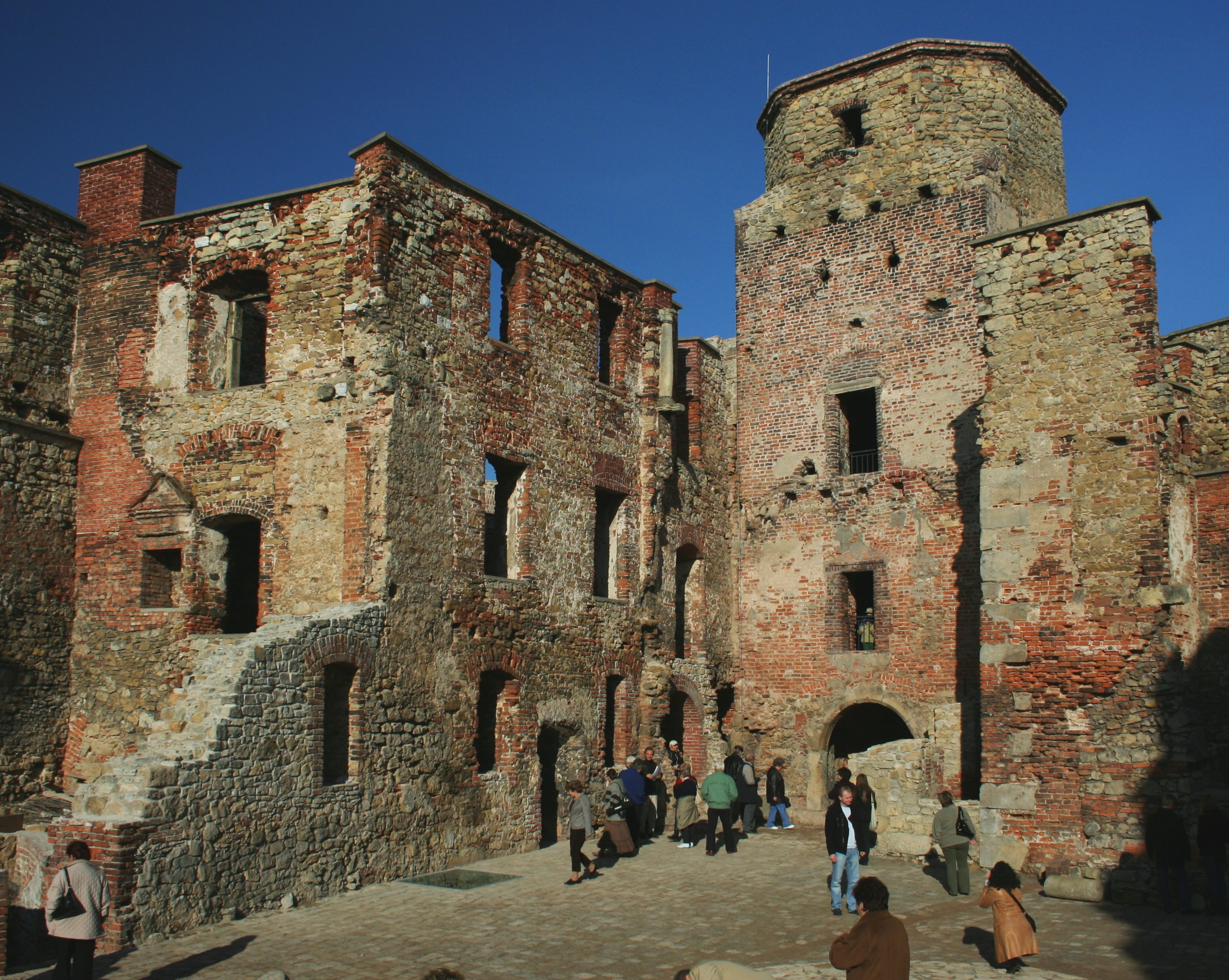
Binnenplaats

## Bewoners
- Zbigniew Oleśnicki
- Feliks Turski